# ケンブリッジ大学の人物一覧
ケンブリッジ大学の人物一覧（ケンブリッジだいがくのじんぶついちらん）は、ケンブリッジ大学の教員・卒業生等の一覧である。

## 主な教員
- アイザック・ニュートン（1643年-1727年） - 自然哲学者、数学者
- チャールズ・バベッジ（1791年-1871年） - 数学者
- ジェームズ・クラーク・マクスウェル（1831年-1879年） - 理論物理学者
- ジョン・ベン（1834年-1923年） - 論理学者
- アーネスト・ラザフォード（1871年-1937年） - 物理学者
- バートランド・ラッセル（1872年-1970年） - 哲学者
- アーサー・エディントン（1882年-1944年） - 天文学者
- ルートヴィヒ・ヴィトゲンシュタイン（1889年-1951年） - 哲学者
- ジョゼフ・ニーダム（1900年-1995年） - 科学史家
- オクタビオ・パス（1914年-1998年） - 詩人
- フレッド・ホイル（1915年-2001年） - 作家、天文学者
- アマルティア・セン（1933年-） - 経済学者
- アンソニー・ギデンズ（1938年-） - 社会学者
- スティーヴン・ホーキング（1942年-2018年） - 理論物理学者
- 楠川幸子 - 科学史家
- 矢野浩二朗（2006年）- 医療情報学者、大阪工業大学准教授
- ギラード・ツッカーマン (1971年-）- 言語学者

## 主な出身者
- フランシス・ベーコン（1561年-1626年） - 哲学者
- オリバー・クロムウェル（1599年-1658年） - 政治家
- ジョン・ミルトン（1608年-1674年） - 詩人
- トマス・ロバート・マルサス（1766年 - 1834年） - 経済学者
- ジョージ・ゴードン・バイロン（1788年-1824年） - 詩人
- チャールズ・ダーウィン（1809年-1882年） - 生物学者、地質学者
- アルフレッド・テニスン（1809年 - 1892年） - 詩人
- ナサニエル・ロスチャイルド（1840年 - 1915年） - 銀行家
- 黒田長成（1867年-1939年） - 政治家
- アレイスター・クロウリー（1875年-1947年） - オカルティスト
- ゴッドフレイ・ハロルド・ハーディ（1877年-1947年） - 数学者
- 岩崎小弥太（1879年-1945年） - 実業家
- ジョン・メイナード・ケインズ（1883年-1946年） - 経済学者
- ビクトリア・ベイトマン（1979年-） - 経済学者
- 徐志摩（1897年-1931年） - 詩人
- 千田正（1899年-1983年） - 政治家
- 白洲次郎（1902年-1985年） - 実業家
- ジョン・ボウルビィ（1907年-1990年） - 医学者
- アラン・チューリング（1912年-1954年） - 数学者
- ドン・シーゲル（1912年-1991年） - 映画監督
- プリンス・ビラ（1914年-1985年） - タイ王国王子
- リー・クワンユー（1923年-2015年） - シンガポール初代首相
- ロバート・オッペンハイマー【原爆の父】　マンハッタン計画主要人物
- ピーター・ワースレイ（1924年 - 2013年） - 人類学者
- 都築忠七（1926年-2020年） - 社会思想研究者
- ジェームズ・ワトソン（1928年-） - 分子生物学者
- 谷口誠（1930年-） - 外交官
- 岡崎久彦（1930年-2014年） - 外交官
- ジェーン・グドール（1934年-） - 霊長類学者
- 山内久明（1934年 - ） - 英文学者
- ジョン・ホートン・コンウェイ（1937年-） - 数学者
- ジャレド・ダイアモンド（1937年 - ） - 生物学者
- イアン・マッケラン（1939年-） - 俳優
- ジョン・クリーズ（1939年-） - コメディアン
- グレアム・チャップマン（1941年 - 1989年） - コメディアン
- ラジーヴ・ガンディー（1944年-1991年） - インド第9代首相
- ジョン・フレッチャー（1941年-1987年） - テューバ奏者
- エリック・アイドル（1943年-） - コメディアン、ミュージシャン
- ピーター・ライト（1946年-） - レーシングカーエンジニア
- バーナード・コムリー（1947年-） - 言語学者
- 遠藤乙彦（1947年-） - 政治家
- 日下部治（1948年-） - 土木工学者
- 多賀敏行（1950年-） - 外交官
- 北尾吉孝（1951年-） - 実業家
- スティーヴン・フライ（1957年-） - 俳優
- 中井検裕（1958年-） - 都市工学者
- 中出哲（1958年-） - 保険学者
- エマ・トンプソン（1959年-） - 女優
- ヒュー・ローリー（1959年-） - 俳優
- 西尾昭彦（1959年-） - 国際公務員
- ローレンス・レッシグ（1961年 - ） - 法学者
- マイク・ガスコイン（1963年 - ） - 自動車技術者
- 源新英明（1965年 - ） - 財務官僚
- 岡井朝子（1966年 - ） - 国際公務員
- コリン・グリーンウッド（1969年-） - ミュージシャン
- ステファニー・ケルトン（1969年-） - 経済学者
- レイチェル・ワイズ（1970年-） - 女優
- トム・ヒドルストン（1981年-） - 俳優
- エディ・レッドメイン（1982年-） - 俳優
- ダン・スティーヴンス（1982年-） - 俳優
- ジェイミー・フッド（1986年-） - ラグビー選手
- リナ・サワヤマ（1990年-）- モデル、ミュージシャン

### 卒業生の親睦団体
日本には、The Cambridge and Oxford Society が存在する。同会は1903年（明治36年）に設立された The Cambridge Society を前身としており、現会長は Sir Graham Fry 駐日英国大使が務める。